# Forte di Gavi
Il forte di Gavi è una storica fortezza di tipo prettamente difensivo costruita dai genovesi su un preesistente castello di origine medioevale. È di proprietà demaniale ed è adibito a struttura museale.
Un tempo nella Repubblica di Genova, oggi i trova nella cittadina piemontese di Gavi, lungo la via Postumia che nell'antichità collegava la Repubblica di Genova al Basso Piemonte (Monferrato) e alla Lombardia.
Dal 1946 è in consegna al Ministero della cultura che ne cura la manutenzione, la promozione e valorizzazione da prima attraverso la Soprintendenza per i Beni Architettonici e Paesaggistici del Piemonte, dal 2015 con il Polo Museale del Piemonte ed oggi con la Direzione Regionale Musei del Piemonte.
Dal 2007 l'Associazione Amici del Forte di Gavi collabora, con la direzione museale del Forte, nella promozione e valorizzazione del sito. Dal 2020 il direttore è l'arch. Riccardo Vitale.
All'interno della fortezza, che è inserita nel circuito "Castelli Aperti", si tengono periodicamente rievocazioni storiche in costume, cicli di conferenze, dibattiti e mostre fotografiche e pittoriche. È in fase di definizione il progetto per l'utilizzo della struttura per spettacoli di arte varia, musica e teatro. Nel 2016 ha fatto registrare 9 177 visitatori.

## Storia
La fortezza si erge su una rocca naturale a strapiombo sul borgo antico di Gavi.
È stata realizzata inglobando un preesistente castello fatto erigere, secondo la leggenda, al tempo delle occupazioni saracene e ungare dalla principessa Gavia (o Gavina) che in quella località aveva stabilito la sua residenza. Secondo la leggenda, la principessa era di origine francese, tanto che ancor oggi il viottolo che conduce al forte, salendo dal borgo, porta il nome di Monserito (da mon cheri). Fuor di leggenda, è difficile stabilire con certezza - a causa della mancanza di riscontri documentari - la data di costruzione dell'originario castello anche se gli studiosi non escludono che vi fosse nell'antichità in quel luogo una fortificazione di epoca pre-romana.

### Federico Barbarossa
Il primo atto che testimonia dell'esistenza del castello è un documento notarile risalente all'anno 973. Un successivo diploma imperiale firmato da Enrico VI di Svevia, figlio di Federico Barbarossa, conferma - alla data del 30 maggio 1191- la donazione in feudo alla Repubblica di Genova sia del castello che del vicino borgo di Gavi.
Il castello rimase in mano ai genovesi, sia pure con alterne vicende, almeno fino al 1418 quando passò dapprima alla Signoria milanese dei Visconti, poi ai Fregoso e infine agli alessandrini Guasco, signori di Francavilla. I Guasco rimasero signori di Gavi fino al 1528: in quell'anno il castello fu venduto nuovamente alla Repubblica di Genova per moneta coniata dal Banco di San Giorgio (mille luoghi la cifra pattuita). Solo in epoca napoleonica, Genova - cui l'avamposto dell'oltregiogo serviva come difesa avanzata al di là dell'Appennino ligure - fu costretta a rinunciare a quella che era diventata la fortezza gaviese.

### Da castello a fortezza
Nel corso dei secoli la trasformazione da castello a forte è stata lenta ma costante: i primi interventi radicali sulla struttura originaria vennero compiuti nel 1540 dall'ingegnere militare al servizio della Repubblica Giovanni Maria Olgiati.
Il successivo progetto avviato nel 1626 (e portato a termine tre anni dopo) dal frate Vincenzo Maculani (Gaspare Maculano detto fra Fiorenzuola) poi divenuto cardinale, che operava in collaborazione con l'architetto genovese Bartolomeo Bianco, dotò la struttura di sei inespugnabili bastioni detti di Santa Maria, di San Giovanni Evangelista, di Mezzaluna, di San Bernardo, di San Tommaso (o di Passaparola) e di Sant'Antonio (o dello Stendardo), uniti fra di loro da robuste cortine munite di cannoniere. Risalgono al 1673, le fortificazioni sul colle accanto (Ridotta di Monte Moro).

### Gli assedi e la vita nel forte
Oggetto delle mire espansionistiche dei sovrani sabaudi, il forte di Gavi subì diversi assedi: fu assalito ed espugnato una prima volta nel 1625 dalle forze franco-savoiarde. Riconquistato dai genovesi dopo soli ventuno giorni, ne fu decisa al termine della guerra la trasformazione in fortezza, più adeguata a resistere alle artiglierie dell'epoca (progetto di fra Fiorenzuola).
Attaccato nuovamente nel 1746 dagli austriaci (vedi Portoria e Giovan Battista Perasso), si arrese su sollecitazione della stessa Genova. Nel 1799, dopo la battaglia di Novi, restò uno dei pochi capisaldi ancora in mano ai francesi. Passato alla Francia nel 1804, fu infine attribuito al Regno di Sardegna dal Congresso di Vienna del 1815.
Disarmato nel 1859, il forte fu trasformato in penitenziario civile. Durante la prima guerra mondiale fu utilizzato come campo di prigionia per gli austro-ungarici, i resti di alcuni dei quali, periti in cattività nel corso del conflitto, riposano nel locale cimitero; mentre durante la seconda guerra mondiale fu utilizzato come campo di prigionia per militari alleati.
Alla fine della seconda guerra mondiale è rimasto in disuso fino al 1978, anno in cui ha preso avvio il progetto di recupero.
La vita condotta dai soldati all'interno della fortificazione è sempre stata piuttosto spartana e scandita da duri turni di guardia. A presiederne il controllo erano due figure fondamentali: il castellano, cui spettavano le decisioni di maggiore importanza, e il munizioniere, preposto al rifornimento di armi e di cibo.
Per il riposo dei militari era sufficiente un semplice sacco. Ugualmente spartano era l'abbigliamento che prevedeva però l'uso di scarpe a tre suole con tacco a cinque strati, sostituite una volta all'anno poiché sottoposte all'usura dovuta a lunghe marce e al clima rigido della zona in cui la fortezza sorge. Le uniformi erano dapprima di colore rosso e verde con bottoni d'argento (i colori di Novi), poi passarono al grigio, allo scarlatto e al bianco che contrassegnavano i cromatismi della Repubblica di Genova.

## Le sale didattiche
La fortezza è visitabile nei vari ambienti principali che la compongono: i cortili interno ed esterno, le torrette di guardia, le celle adibite a prigione, i magazzini che servivano per conservare le provviste, gli ingressi al forte dotati di ponti levatoi difensivi. Sale didattiche in cui sono esposti reperti bellici e una sezione di dettagliate tavole descrittive e storiche completano il percorso museale.
Una parte del forte - quello che era il nucleo centrale del castello medioevale - è tuttora in restauro.

## Galleria di immagini

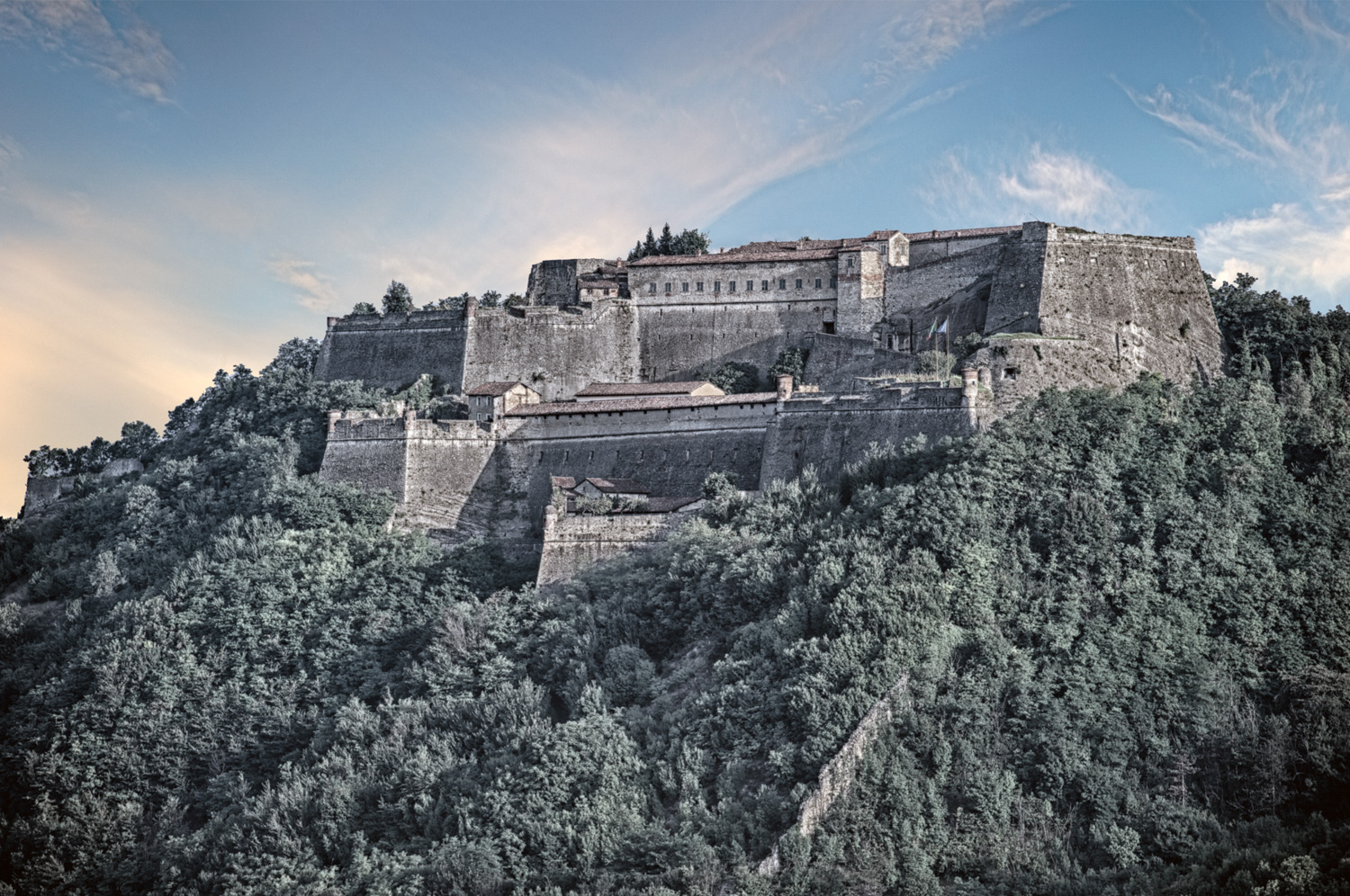
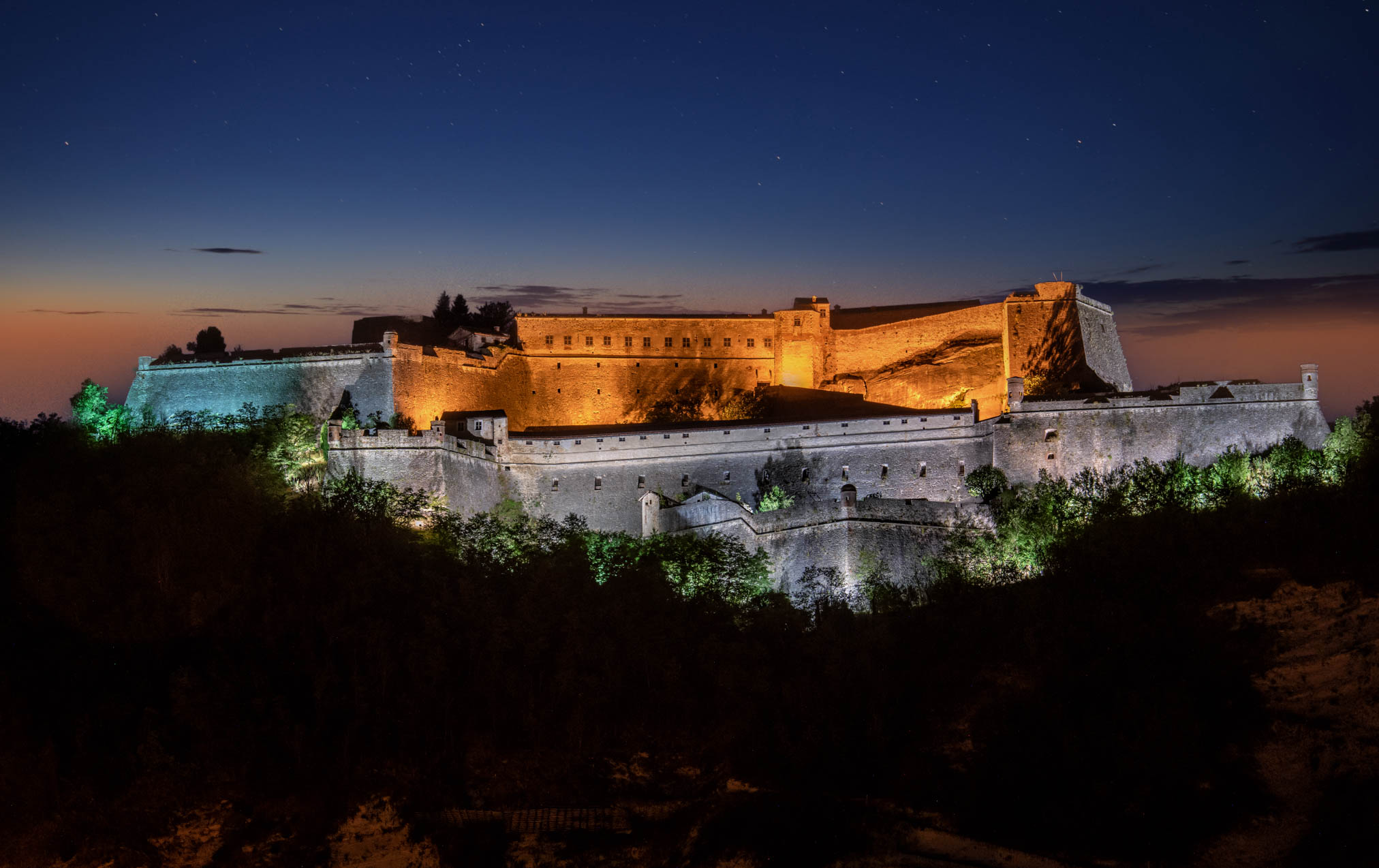
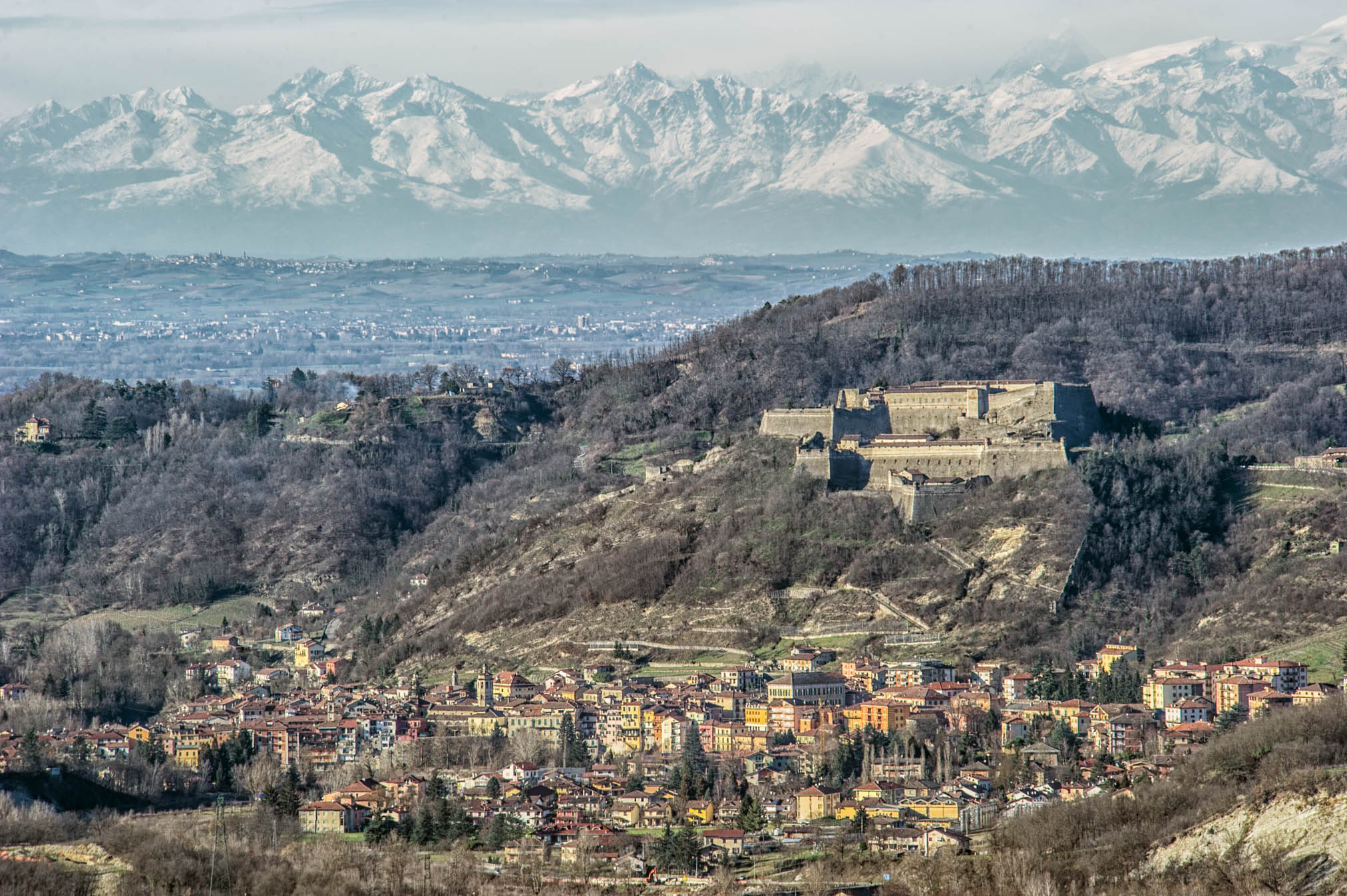
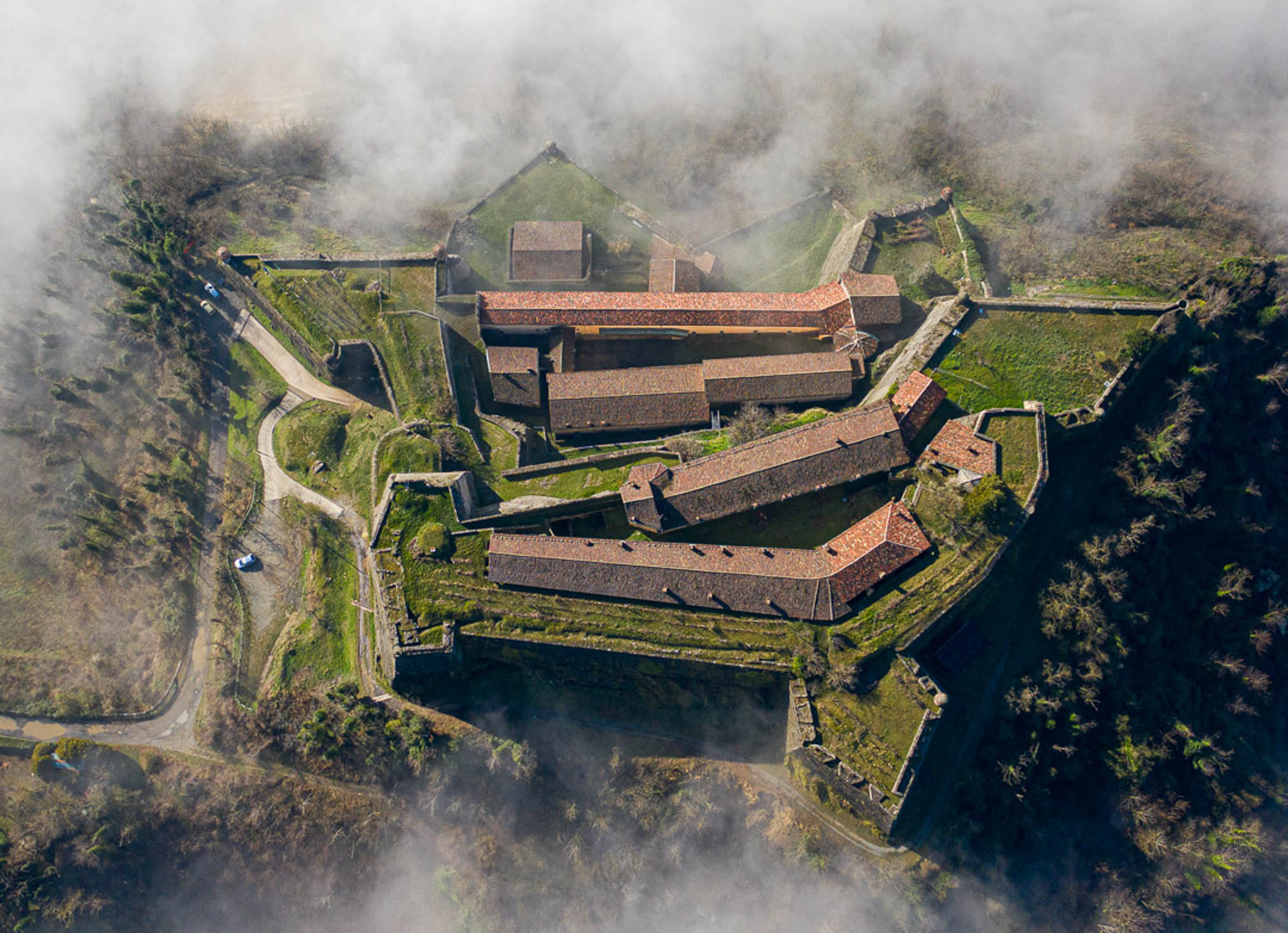
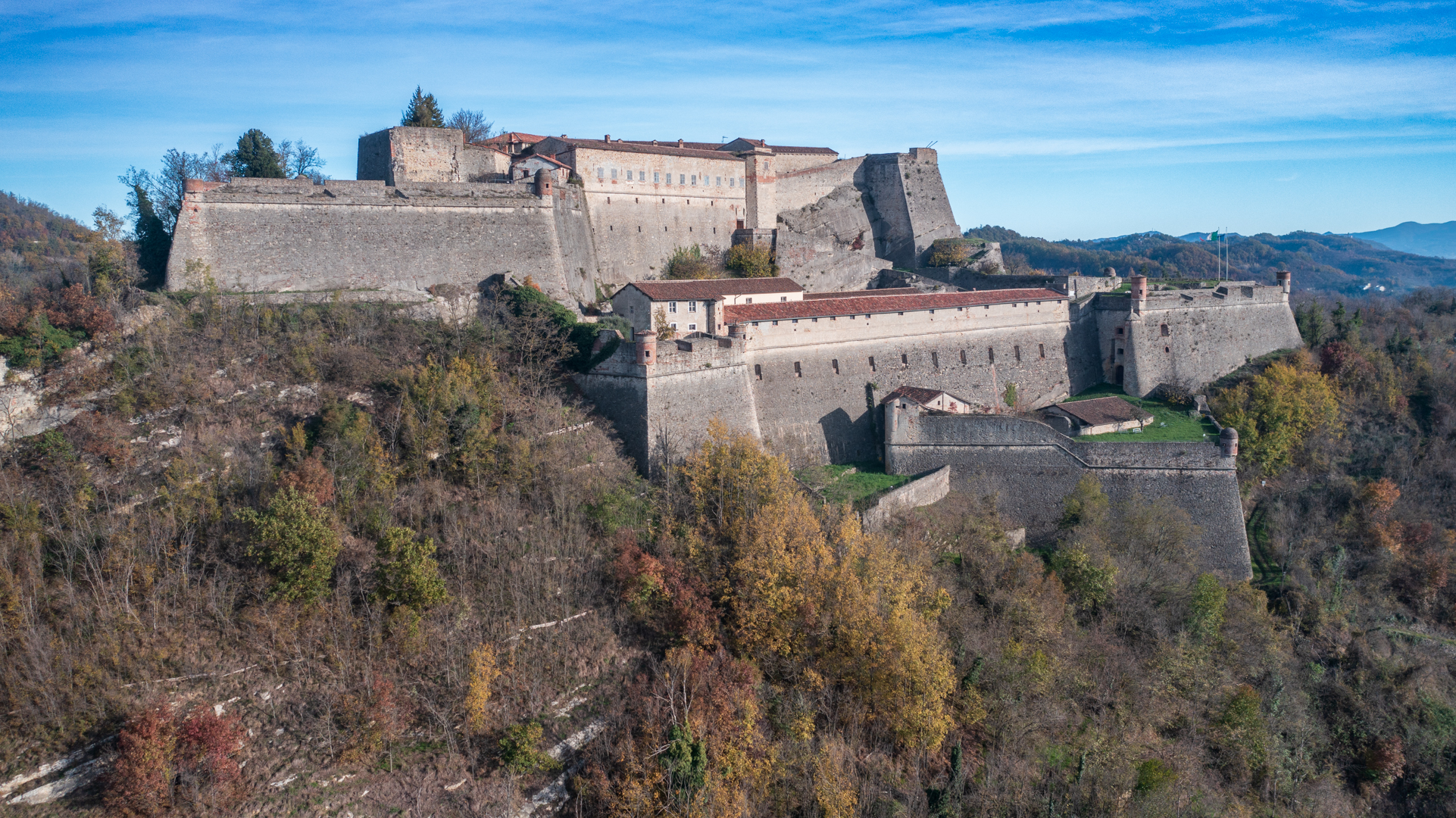
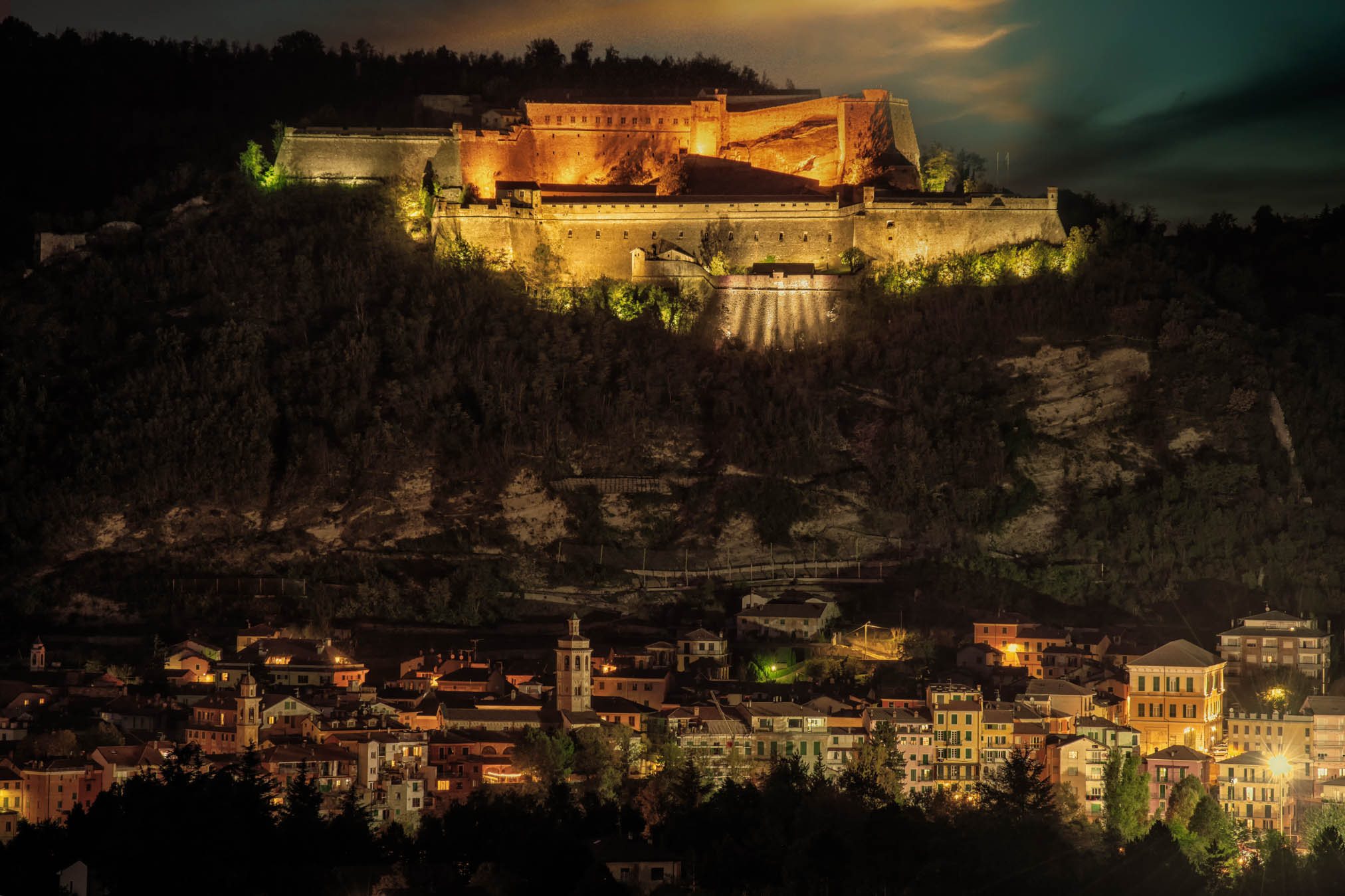
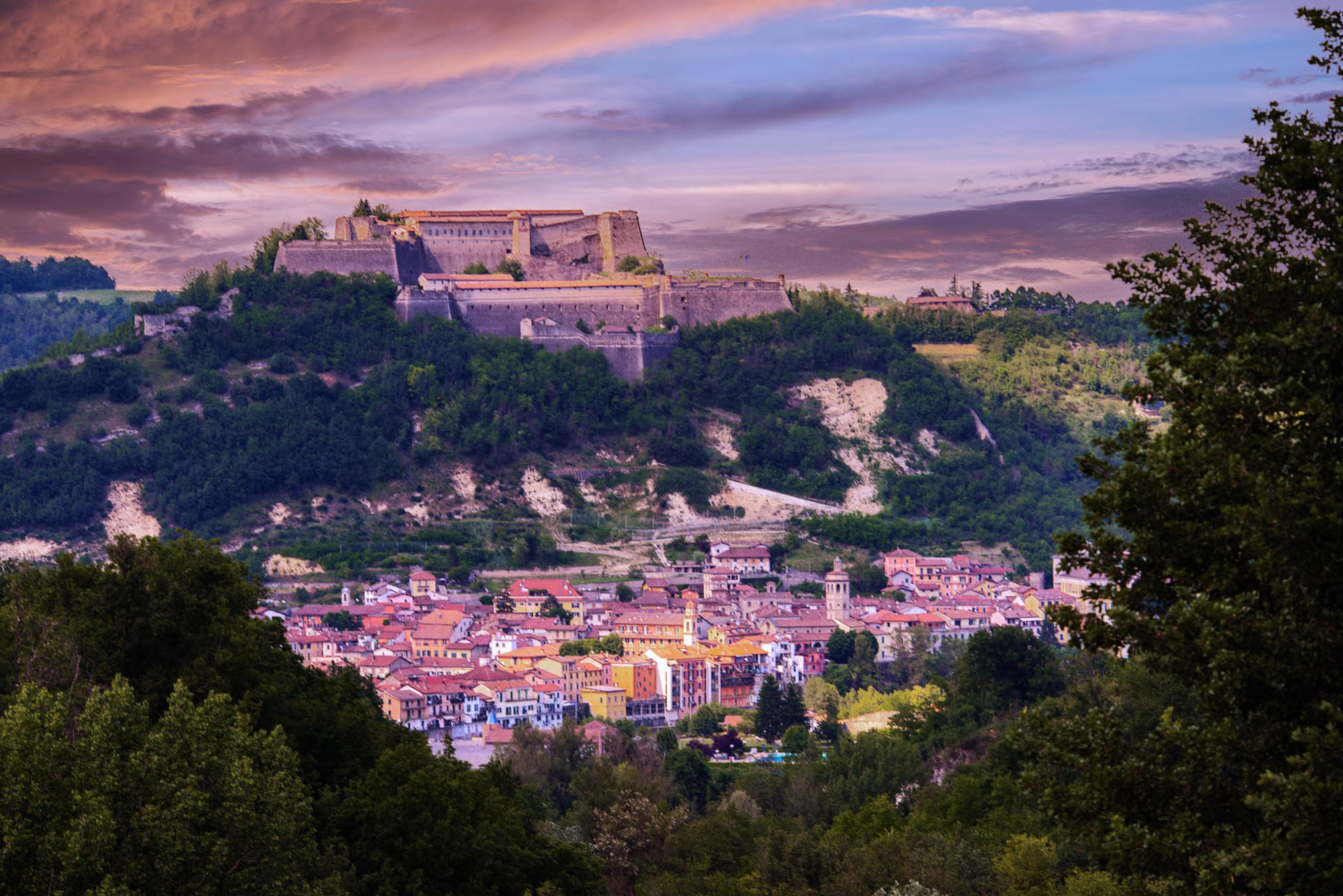
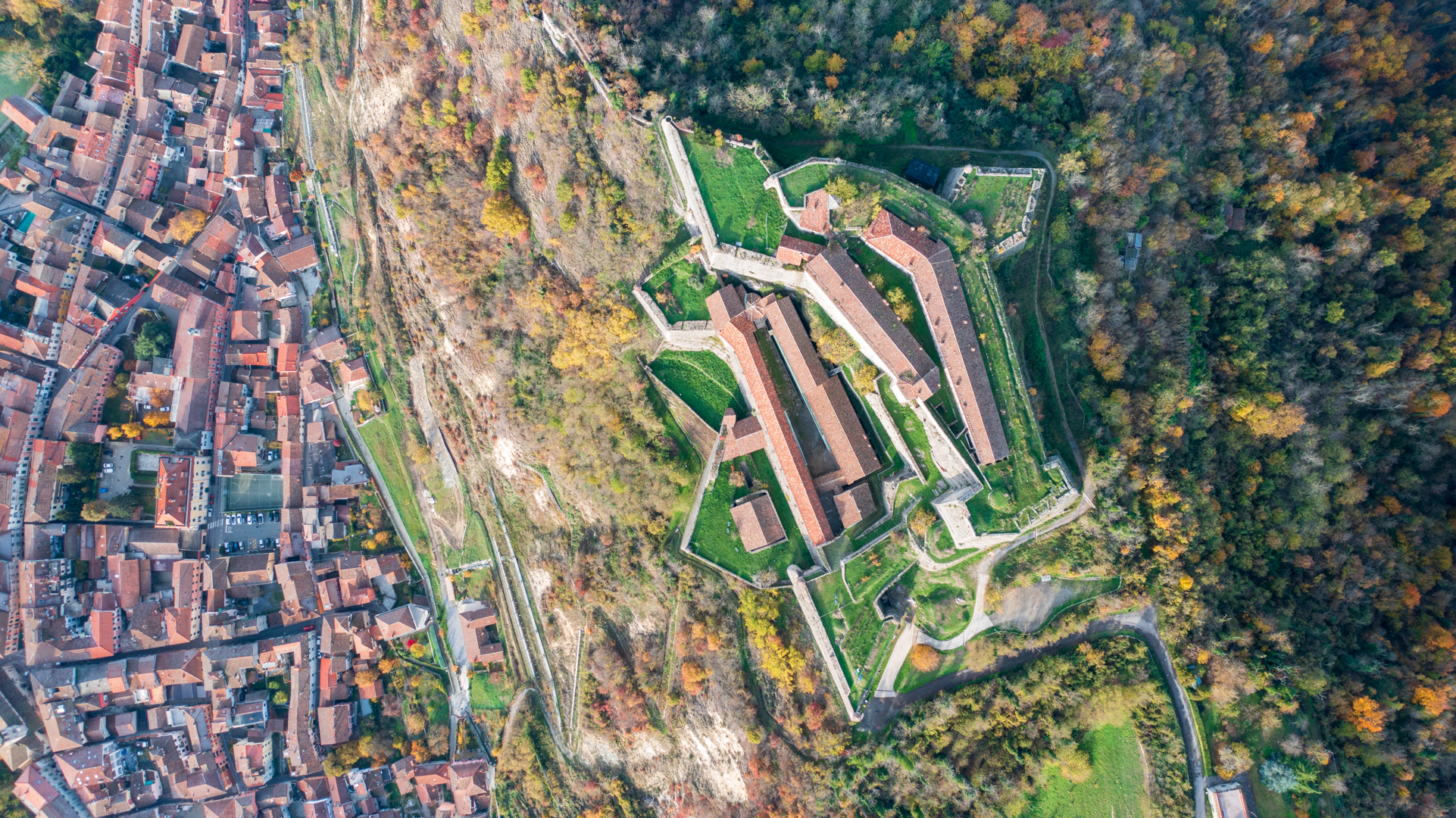
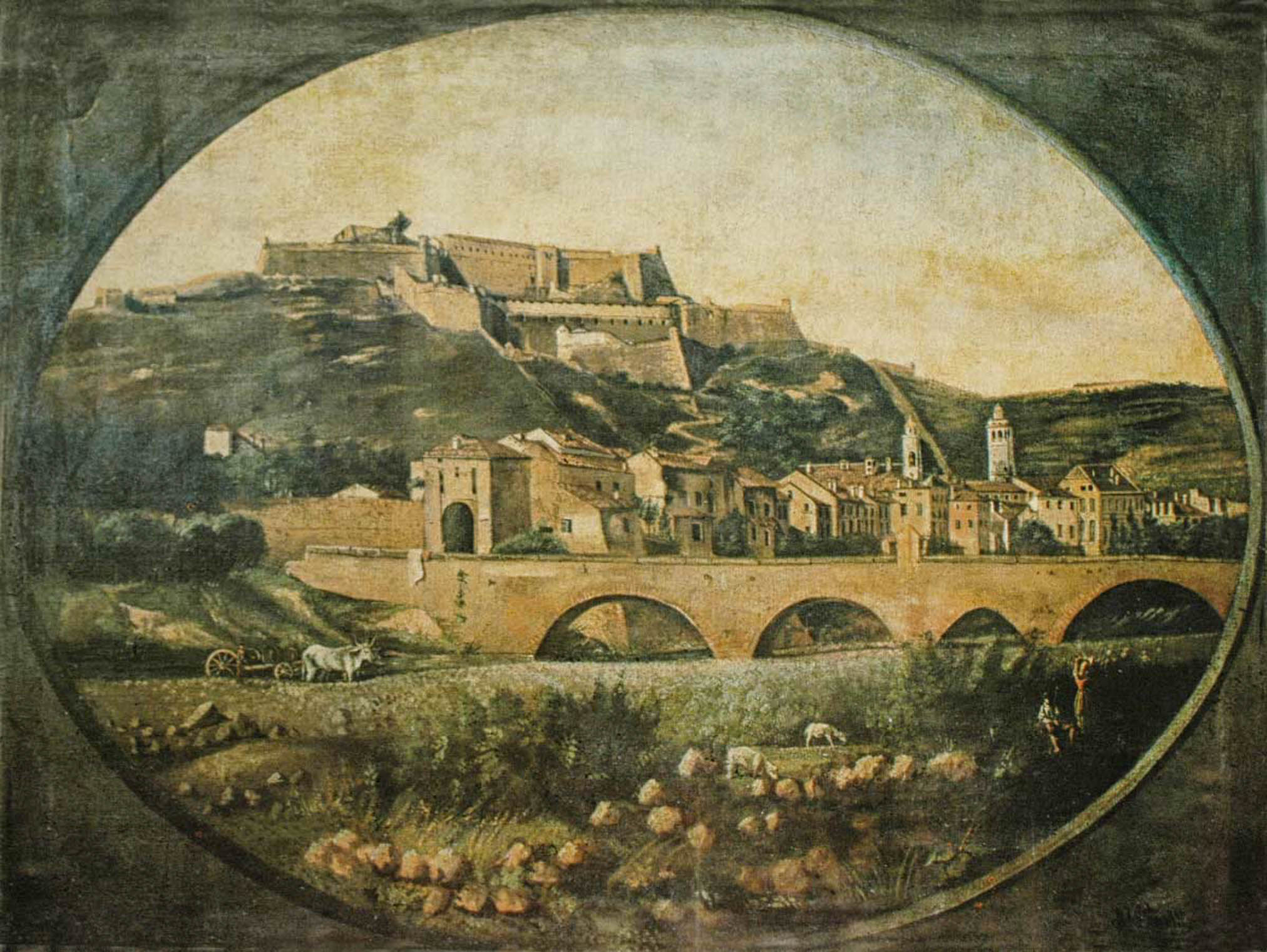
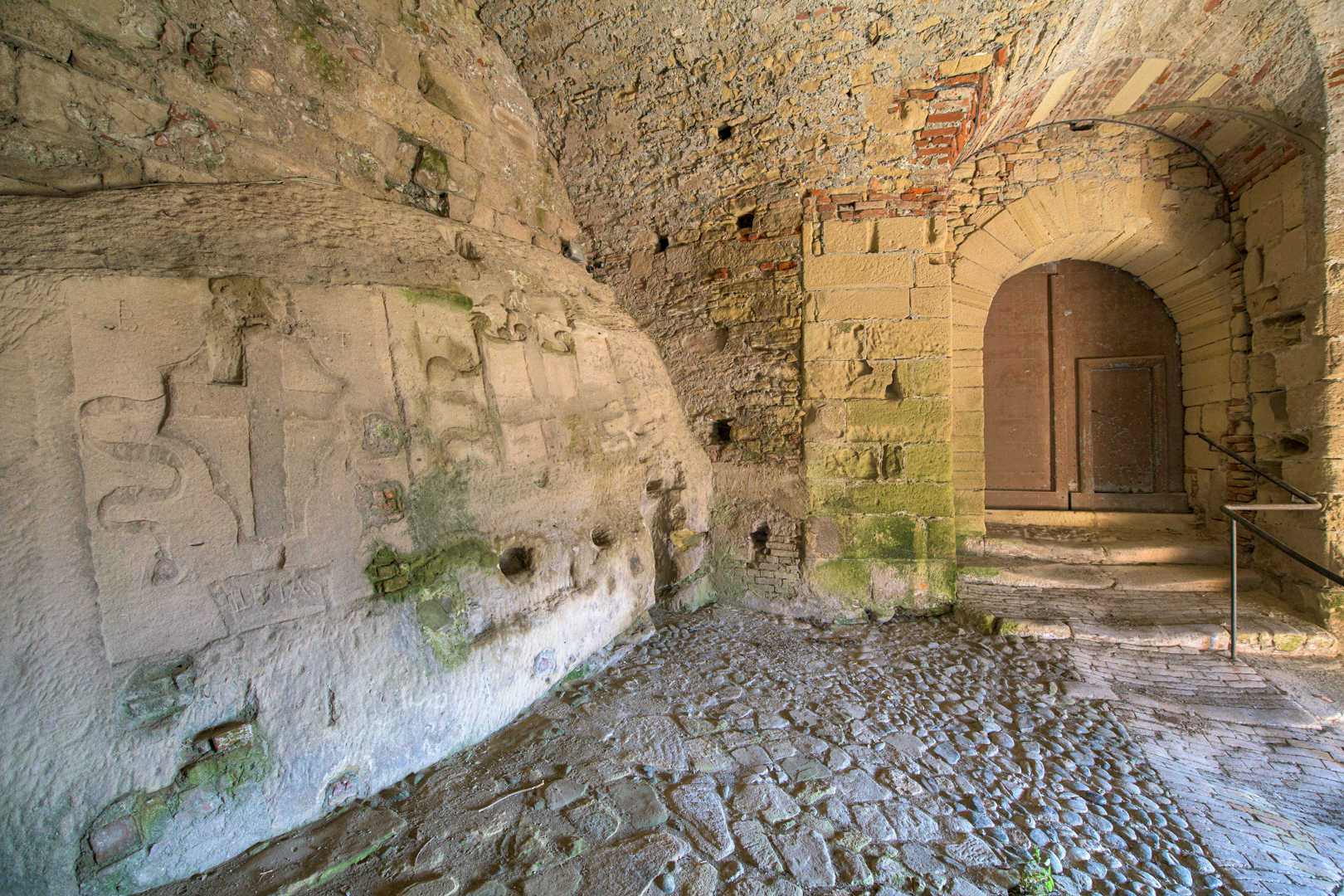